# خیابان جامپ شماره ۲۱
خیابان جامپ شماره ۲۱ (به انگلیسی: 21 Jump Street) مجموعه‌ای تلویزیونی شامل ۱۰۳ قسمت در ژانر پلیسی، جنایی و درام است که از شبکه فاکس از ۱۲ آوریل ۱۹۸۷ تا ۲۷ آوریل ۱۹۹۱ پخش شد. فیلم دربارهٔ یک پلیس مخفی جوان است که به دنبال کشف جرم در دبیرستان‌ها، دانشکده‌ها و دیگر مکان‌های وقوع جرم در بین نوجوانان است.
«پاتریک هاسبرگ» و «استفان جی کنل» سازندگان و «استفان جی کنل» و شرکت فاکس قرن بیستم تهیه کنندگان این مجموعه بودند. پخش این مجموعه برای شبکه فاکس باعث موفقیت و جذب مخاطبان جوان شد.
این مجموعه مثل جرقه‌ای برای موفقیت حرفه‌ای جانی دپ بود و باعث شد دپ به عنوان بازیگر جوانی محبوب در کشور شناخته شود. دپ محبوب شدنش را آزار دهنده می‌دانست اما به بازی در مجموعه ادامه داد چون قرارداد بسته شده بود و برای هر قسمت ۴۵۰۰۰ دلار دستمزد گرفته بود. سرانجام بعد از ۴ سری از این قرارداد آزاد شد.

## خلاصه داستان
داستان دربارهٔ گروهی از افسران پلیس مرکز فرماندهی است که همه جوان هستند و ظاهرشان به نوجوان‌ها می‌خورد و با استفاده از این ویژگی در لباس مبدل وارد دبیرستان‌ها و دانشکده‌ها برای کشف جرایم مربوط به مواد مخدر می‌شوند. داستان شامل مشکلاتی مثل الکلیسم، مواد مخدر، ایدز وغیره‌است و در پایان هر قسمت مشکلات به همراه نکته‌ای اخلاقی که ضمنی بیان می‌شود حل می‌شود.

## بازیگران
| بازیگر          | نقش                    |
| --------------- | ---------------------- |
| جانی دپ         | افسر پلیس تام هنسن     |
| هالی رابینسون   | جودیت هافز             |
| پیتر دی لوئیس   | افسر پلیس داگلاس پنهال |
| داستین گاین     | هری ترامان             |
| فردریک فورست    | کاپیتان ریچارد جنکو    |
| استیون ویلیامز  | کاپیتان آدام فولر      |
| سل جنکو         | سل بانداچی             |
| ریچارد گریکو    | بازرس دنیس بوکر        |
| دیوید بری گری   | افسر پلیس دین گرت      |
| الکساندرا پاورز | افسر پلیس کتی راکی     |
| میشل دی لوئیس   | افسر پلیس جوزف پنهال   |
| میشل بندتی      | افسر پلیس آنتونی مک کن |